# Giovanni Andrea Jannelli
Pour les articles homonymes, voir Jannelli.
Giovanni Andrea Jannelli (1660, Castroreale - ?) est un peintre italien.

## Biographie
Giovanni Andrea Jannelli (aussi écrit Iannelli) naît à Castroreale en 1660. Certaines sources font de lui le fils ou petit-frère du peintre Filippo Jannelli.

## Œuvres
- 1689, Madonna dell’Itria, signée, église de Sant’Antonio de Novara di Sicilia, Province de Messine, Sicile.
- 1694, Andata al al Calvario, signée, église du Secours de Gualtieri Sicaminò, Province de Messine, Sicile.
- ca. 1694, Madonna dell’Itria, attribuée, église de l’Immaculée de Rodì Milici, Province de Messine, Sicile.
- ca. 1694, Battesimo di Costantino, volée, Duomo de Santa Maria Assunta de Castroreale, Province de Messine, Sicile.
- ca. 1694, San Silvestro, perdue. Castroreale, Province de Messine, Sicile.
- ca. 1694, Scene di vita di San Sebastiano, 10 toiles formées par quatre panneaux, attribuée, Basilique Saint Sébastien de Barcellona Pozzo di Gotto, Province de Messine, Sicile.
- 1706, des administrateurs communaux demandèrent à Jannelli un plan de la ville de Santa Lucia del Mela sous forme de gravure qui devait surement être inséré dans l’œuvre Theatrum Siculum, édité par Giovanni Brancaccio (1643 - ? ), qui était en cours de parution.